# 世界就業計畫
世界就業計畫（英語：World Employment Programme，簡稱WEP），建立於1969年，是由國際勞工組織為協助會員國进行職訓工作，尋找就業機會的一個世界性計畫。
對於勞工疾病、死亡，以及職業病、意外傷亡，也有研究種種對策與措施。而它的宗旨為遏止並扭轉開發無門的佃農與貧民窟大眾增加的趨勢，並提供了1950年代、1960年代發展策略失靈後的替代方案。例如提供人們生產工作所需的技能、加速鄉村發展與工業化以及促進國際貿易的成長。同時WEP也結束了二次大戰後ILO面對聯合國等組織崛起的窘境，在此背景下推行此計畫實為ILO重大且創新的舉動。
世界就业计划的開展有三大意義，第一，它開啟了ILO正視關注開發中國家的貧窮問題。第二，該宗旨說明了ILO在整體發展策略的重要議題上，工作範圍也加寬了。第三，WEP具體重申了ILO的核心理念:所有經濟政策都以實現社會目標為最高宗旨。
大衛‧摩斯進一步說明:「最清楚最具體的社會參與莫如有生產成果的就業，因此即使經濟成長趨緩，但只要經濟不致真正停滯不前，基於社會考量，就業為導向的經濟發展及為首選。」亦即，針對就業是改善生活的不二法門。

## 影響

### 哥倫比亞報告
哥倫比亞報告為WEP首篇詳盡的就業政策報告，出自發展經濟學學家達德利‧席爾斯(英語:Dudley Seers （页面存档备份，存于）)帶領的研究團隊。哥倫比亞報告只是為了解決哥倫比亞的失業問題，卻也定下了WEP前幾年的工作，而團隊所提的方案則徹底了改變總體策略。團隊表示，失業危機所需的不是分析失業率為何成長，而是要分析整體發展過程，救失業要從根本重新思考何謂發展，而非僅以提供就業粉飾公開性失業。此觀念成了日後WEP的主要想法。
報告稱，強化就業密集度的策略需要傳統和激進的作法並行。傳統的作法以掃除資本密集產業與技術作為措施，例如資本密集產業的租稅、補貼、高估匯率均須逐步廢除，同時成本不應過度增加。激進的作法則為修正所得分配。報告呼籲採取強烈的所得重分配手段，例如富人加稅、土地改革、嚴控壟斷及廣開教育機會。此一策略需要嚴密的政策整合，因此採行充分就業策略之政府，必以發展適當的規劃體系為重。

### 錫蘭報告
錫蘭(即今斯里蘭卡)是WEP第二個任務的地點，1971年再度由達德利‧席爾斯(Dudley Seers)帶領團隊前往。這次除了以勞力密集的成長作為核心議題外，也注意到了在年輕族群之間「受教育者失業」的問題。政策獨厚資本密集產業、耗費沉重外匯儲備引進國外技術而沒有控管制度、土地與人力不足以及教育失靈是錫蘭的嚴重問題，因此報告建議須進行教育改革，以實務技術導向的教育取代文憑、修正薪資結構、稀有土地重分配。
同時報告其調政策亟需改革，「政策改革能使錫蘭跳脫長期收支逆差與成長率低的困境。改革資本密集的策略，並削減無法永續的福利支出，以騰出資源來創造就業機會。向富人加稅、普遍對薪資設限，會提高經濟成長與就業率，同時也能促進平等。」

### 肯亞報告
WEP第三個考察團於1972年前往肯亞，由發展經濟學家漢斯‧辛格(Hans Singer （页面存档备份，存于）)及理查‧喬利(Richard Jolly （页面存档备份，存于）)帶領。肯亞報告對於當時有兩大貢獻，第一是提出了「伴隨成長的重分配」(redistribution with growth)的發展策略，第二則是令大家關注到「非正式部門」(informal sectors （页面存档备份，存于）)在開發中國家就業和發展的重要性。
面對成長與重分配會互相衝突的問題，團隊主張兩者可以調和折衷。重點在於成長和重分配要並行，因為肯亞人均所得低，同時多數的人口居住在農村，僅能自給自足。這說明了只有成長或所得分配都不夠，需要兩者的配合。
報告將開發中國家對非正式部門的政策態度轉化成重要發展政策議題，從寬界定開發中國家的就業問題，成了分析非正式部門的理論架構，範圍包含了開放性失業、就業不足、低薪、工作收益低。報告指出「提到此部門往往聯想到邊緣、寄生、非法活動」，但與此刻板印象相反，團隊建議對非正式部門政策應轉為積極鼓勵與支持。而此觀念日後成了ILO的工作重點。

## 善後
這三份報告界定了WEP研究及顧問工作所處理的主要議題，由全世界各區域的就業團隊於1970年代進行。同時其他就業考察團相繼而起，1974年在菲律賓、1975年在多明尼加、1976年在蘇丹的團隊皆是。這些後續的報告代表了WEP修正策略的路線，用較不激進的途徑，也就是較溫和傳統的方法解決開發中國家的就業問題。
WEP的工作於1970年後依然持續，但大型就業考察團隊已經沒有再出現了，改以區域為主小型的團隊領導著。就業政策核心議題的研究延續不斷，尤其著重於拉丁美洲及亞洲。不過雖然這些工作重要，但因對於開發中國家就業問題上沒有新想法，而漸漸沒落。